# Polje (Derventa)
Pour les articles homonymes, voir Polje.
Polje (en serbe cyrillique : Поље) est un village de Bosnie-Herzégovine. Il est situé dans la municipalité de Derventa et dans la république serbe de Bosnie. Selon les premiers résultats du recensement bosnien de 2013, il compte 409 habitants.

## Démographie

### Évolution historique de la population dans la localité
| 1948 | 1953 | 1961 | 1971  | 1981  | 1991   | 2013 |
| ---- | ---- | ---- | ----- | ----- | ------ | ---- |
| -    | -    | -    | 1 101 | 1 089 | 1 124, | 409  |

|  |